# Phytomyza digitalis
Phytomyza digitalis är en tvåvingeart som beskrevs av Erich Martin Hering 1925. Phytomyza digitalis ingår i släktet Phytomyza och familjen minerarflugor.
Artens utbredningsområde är Österrike. Inga underarter finns listade i Catalogue of Life.